# Hintila
Hintila je bio vizigotski kralj u Hispaniji između 636. i 639. godine. O njegovoj vladavini se ne zna mnogo jer kronike za ovo razdoblje i nisu baš iscrpne. Uglavnom sve što se zna o njemu potiče iz akta V. i VI. Sabora u Toledu.
Kada je njegov prethodnik Sisenand umro, ostavio je za sobom vrlo oslabljenu i nestabilnu kraljevinu. Hintilu su izabrali plemstvo i biskupi 636. godine, u skladu s 75. kanonom IV. Sabora u Toledu. Hintila je sazvao V. sabor u Toledu u lipnju 636., na kojem se uglavnom prijetilo izopćenjem iz crkve uzurpatorima i onima koji bi kovali zavjeru protiv kralja. Bačena je anatema na sve one koji ne poštuju nasljedno pravo kraljevih sinova i rođaka. Odatle neki autori zaključuju da se Hintila osjećao ugroženim od početka svoje vladavine.
Sazvao je i VI. sabor u Toledu, u lipnju 638. godine. Doneseni su novi zakoni, između ostalih, i to da osoba koja se izabere za kralja mora biti plemenitog podrijetla i nikako ne smije biti zaređena, robovskog podrijetla niti stranac. Donesene su kazne za zavjere protiv krune i dogovoreno je da nasljednik na prijestolju ne može konfiscirati imanja koja je njegov prethodnik zakonski zaplijenio od prijestupnika. Također je donesen zakon kojim je zabranjeno nekršćanima nastanjivanje u okviru kraljevstva. Zbog toga je bilo mnogo prisilnih pokrštavanja. Ova stalna opsjednutost uzurpatorima jasan je znak da je tada došlo do nekoliko ustanaka u doba Hintiline vladavine.
Hintila je umro 20. prosinca 639. prirodnom smrću. Naslijedio ga je njegov sin Tulga, koga je Hintila imenovao kao svog nasljednika.